# Rambayan Kupula
Rambayan Kupula is een bestuurslaag in het regentschap Pidie van de provincie Atjeh, Indonesië. Rambayan Kupula telt 430 inwoners (volkstelling 2010).